# Diocèse de Yizhou

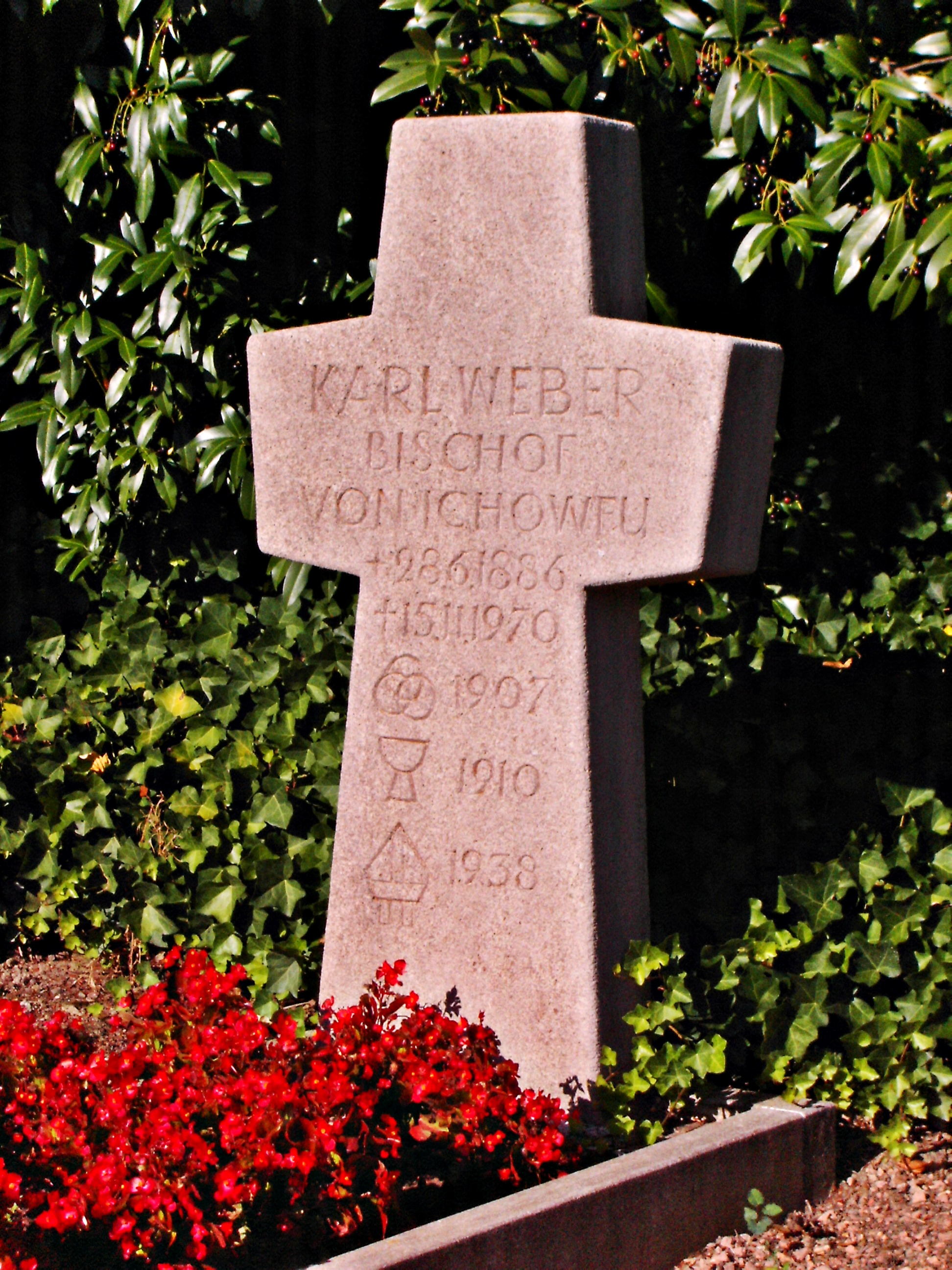
Tombe de Karl Christian Weber, le premier évêque de la diocèse.

Le diocèse de Yizhou (en latin: Diocoesis Iceuvensis, autrefois Ichow ou Itchéou) est un diocèse de l'Église catholique de Chine situé dans la province ecclésiastique de Jinan. C'était autrefois une mission des pères allemands du Verbe-Divin. Son siège est à Linyi.

## Historique
- 1er juillet 1937: érection du vicariat apostolique d'Ichow-fu, détaché du vicariat apostolique de Tsingtao.
- 11 avril 1946: élevé au rang de diocèse d'Ichow (Yizhou en pinyin) par Pie XII[1].

## Ordinaires
- Karl Weber, svd, 2 décembre 1937 - 7 août 1970

## Statistiques
En 1950, le diocèse comptait 20 545 catholiques pour une population de 3 600 000 habitants.